# Ludwig Gschossmann
Ludwig Gschossmann, auch Gschosmann (* 8. Juli 1913 in München; † 22. August 1988 in Tegernsee) war ein deutscher Maler.

## Leben
Gschossmann wuchs in der Wachau auf. Er war Schüler der Landeskunstschule Hamburg, studierte an einer Freskoschule und der Königlichen Kunstgewerbeschule in München, besuchte Abendkurse an der Akademie der Bildenden Künste München bei Professor Bauer und Lehrgänge zum Bühnenbildner in Augsburg und Lübeck.
Gschossmann war zunächst als realistischer Landschaftsmaler tätig, entwickelte sich jedoch später zunehmend zum Impressionisten. Seine Darstellungen von Motiven aus dem Münchener Stadtleben waren von den Arbeiten des Malers Otto Pippel inspiriert. Andere gängige Motive waren Szenen am Tegernsee, Opern und Ballsäle oder Kutschen mit Pferden.
Er beschickte Ausstellungen in Deutschland (z. B. Haus der Kunst, München), Frankreich, Schweden, der Schweiz und den Vereinigten Staaten (z. B. ständige Ausstellung in der Arnot Art Gallery, New York). Von 1938 bis 1944 war er mit 14 Ölgemälden auf allen Großen Deutschen Kunstausstellungen in München vertreten. Hier erwarben u. a. Franz Xaver Schwarz 1941 sein Werk Abend im Salzkammergut und Albert Speer Gemälde mit den Titeln Aufziehender Sturm (1942) und Gewitterstimmung (1943).
Gschossmann war Mitglied der Reichskammer der bildenden Künste und der Münchner Künstlergenossenschaft.

## Werk (Auswahl)
| | |
| - Auffahrt zur Oper in Baden-Baden, 1975 - Parforcejagd - Moorlandschaft auf das erhobene Alpenpanorama - Ankunft der Gäste, 1975 - Sommerliche Strandszene mit Pferdekutsche - Stadt am Meer | - Venedig - Fischer am Tegernsee beim Einholen der Netze - Picknick am Chiemsee - Kleines Dorf in den Alpen - Gebirgssee - Herbstliche Tiroler Landschaft mit Dorf am Fluss |